# شيمي تافوري
شيمي تافوري (بالعبرية: שימי תבורי) (بالأحرف اللاتينية Shimi Tavori) مولود في إسرائيل عام 1953 هو مغني إسرائيلي في موسيقى مزراحي اليهودية الشرقية اسمه بالولادة شيمشون طويلي وهو من أصول يمنية يهودية، ويعتبر واحدا من أبرع فناني هذا النوع من الموسيقى العبرية الشرقية. يغني إجمالا بالعبرية، ولكن له أغان مترجمة يؤديها بالفرنسية.

## وصلات خارجية
- شيمي تافوري على موقع IMDb (الإنجليزية)
- شيمي تافوري على موقع ميوزك برينز (الإنجليزية)
- شيمي تافوري على موقع ديسكوغز (الإنجليزية)